# Klaus Dannegger
Klaus Dannegger (* 1943 in Havelberg) ist ein deutscher Dramaturg und freier Kabarettautor. Er gehört zu den bekanntesten Hausautoren des Kabaretts Leipziger Pfeffermühle.

## Leben
Klaus Dannegger wuchs nach dem Zweiten Weltkrieg in der damaligen DDR auf. Nach seinem Abitur musste er wegen angeblichen „Hangs zu westlicher Lebensweise“ ein Pflichtjahr lang „in der Produktion“ arbeiten. Danach machte er zunächst eine Ausbildung zum Elektromonteur und anschließend ein Fernstudium an der Hochschule für Ökonomie in Ost-Berlin. Er arbeitete dann als EDV-Organisator und Projektleiter.
Nebenberuflich betätigte Dannegger sich als Autor für Laien- und Berufskabarette. 1977 war er Preisträger eines Kabarett-Autoren-Wettbewerbs des Ministeriums für Kultur, 1978 erhielt er die Medaille für Verdienste im künstlerischen Volksschaffen der DDR. 1981 wechselte er zum Kabarett Leipziger Pfeffermühle in Leipzig, wo er als Dramaturg und Autor arbeitete. Von 1981 bis 1984 machte er ein (weiteres) Fernstudium am Literaturinstitut „Johannes R. Becher“ in Leipzig. 1993 war er Geschäftsführer der Kabarett „Leipziger Pfeffermühle“ GmbH.
Seit 1994 ist Dannegger als freiberuflicher Autor tätig. Er schreibt vor allem Texte für Kleinkunst- und Kabarettprogramme sowie für komödiantische und kabarettistische Theaterrollen, unter anderem für den Berliner Volksschauspieler Jürgen Hilbrecht sowie für die Kabaretts Die Kneifzange in Berlin (u. a. Vera Müller), Brett’l-Keller in Wittenberg und Fettnäppchen in Gera und insbesondere für seine frühere Wirkungsstätte als Kabarettist, das Kabarett Leipziger Pfeffermühle.
Klaus Dannegger lebt in Leipzig.

## Werke
- Wisch & weg – Plaudereien einer Klofrau. Texte zu einem Kabarettstück mit Carola Bläss, 2004.
- Mach’s besser, Ossi! Forum Verlag, Leipzig 1993, ISBN 3931801292. (Mit: Christine Dölle, Peter Seidel)
- Schimpf vor Zwölf. Das Programm zur Jahres-Wende der Münchner Lach- und Schiessgesellschaft und der Leipziger Pfeffermühle. Orig.-Ausg., Droemer Knaur, München 1990 (= Knaur Taschenbücher; 2793), ISBN 3-426-02793-3. (Mit: Rainer Otto, Dieter Hildebrandt)